# Tanem
Tanem är en tätort i Trondheims kommun i Trøndelag fylke i Norge. Orten ligger nordväst om tätorten Klæbu, på västra sidan av Nidälven, i den södra delen av kommunen.
Innan 2020 hörde orten till dåvarande Klæbu kommun.